# Patrick Clerc
Patrick Clerc (La Tronche, Isèra, 20 de setembre de 1957) va ser un ciclista francès que fou professional entre 1981 i 1986. Va combinar tant el ciclisme en pista com la carretera.

## Palmarès en ruta
- 1982
  - Vencedor d'una etapa del Gran Premi del Midi Libre
- 1983
  - Vencedor d'una etapa del Critèrium del Dauphiné Libéré

### Resultats al Tour de França
- 1982. 77è de la classificació general
- 1983. 36è de la classificació general
- 1984. 79è de la classificació general

### Resultats a la Volta a Espanya
- 1984. 78è de la classificació general

## Palmarès en pista
- 1977
  - 1r dels Sis dies de Grenoble, amb Daniel Gisiger